# Ducato di Reggio
Il Ducato di Reggio è uno dei territori appartenenti al Ducato di Modena e Reggio, governato fino al XIX secolo dalla famiglia d'Este. La sua superficie corrisponde attualmente all'incirca alla provincia di Reggio Emilia ad esclusione della fascia verso il Po, cioè i territori di Guastalla, Novellara e Correggio.
La seguente descrizione del territorio e dei confini è tratta dalla "Corografia" di Lodovico Ricci, del XVIII secolo:
Comprende nella parte meridionale i territori di Cerreto dell'Alpe, Minozzo, e Castelnovo ne' Monti Giurisdizioni immediate, e i feudi di
Aquabona, Albinea, Arceto, Baiso, Bebbio, Bedogno, Bismantova, Busana, Busanella, Canossa, Carpineti, Carù, Casteldaldo, Castellaro, Castelvecchio, Cavriago, Cerrè - Marabino, Cervarolo, Costabuona, Costa de' Grassi, Coriano, Crevara, Debbio, Deusi, S. Donino di Marola, Fellina, Gazzuolo, Gatta, Giandeto, Gottano, Gova, Leguigno, Ligonchio, Mandra, Miara (Migliara), Montalto, Montebabbio, Montecastagneto, Montericco, Montecreto, Muzziatella, Nigone, Paderna, Pantano, Pavullo, Pontone, Piolo, Pojago, Pramavore, Quara, Quattro Castella, Querzola, Rebecco, Riparotonda, Rondinara, Saltino, S.Bartolommeo in Sassoforte, S. Polo, S. Valentino, Sarzano, Scandiano, Scurano, Sordiglio, Toano, Valestra, Valisniero, Vezzano, Viano, Villaberza.
Comprende nella parte settentrionale tutte le trentasette Ville già descritte sotto il Distretto, i Territori di Brescello, Gualtieri, Montecchio Emilia, Rubbiera, Giurisdizioni immediate, e i Feudi di Castelnuovo di Sotto e S. Martino in Rio.
I fiumi ed i torrenti principali che lo bagnano sono
- l'Enza,
- la Secchia,
- il Dolo,
- il Crostolo,
- il Tresinaro
- il Rodano,
- il quaresimo,
- la Modolena,
- l'Ozola,
- il Tassone.

Le strade principali sono la Via Emilia o Claudia, le vie di Gualtieri, di Novellara, di Correggio, e della Lunigiana a' loro luoghi descritte.
I monti più alti e cospicui sono gli Appennini a loro luoghi descritti, e il Cerreto dell'Alpe, Ventasso, Cusna, Bismantova, Valestra e Toano.
È fertile d'ogni sorta di Biade, di Legumi, di Gelsi, e anche di Riso, ed è ricco di ogni grosso e minuto armento, d'Uve, Canape, e Frutti.
L'alta montagna del Ducato di Reggio è per lo più di massi e falde spelate, e di terra, che non risponde a coltura; la Collina è ricca, ed amenissima, tale che l'industria vi potrebbe far poco più di quello che v'è per beneficio della natura. Il piano è di terra molto fertile. Il Territorio di Reggio fu molto più esteso, ed è fuor di dubbio che occupava buona parte del Mantovano, e del Carpigiano, e comprendeva la città di Flesso, che fu in luogo dove ora dicesi Pegognago, come pure altri vicini territori. Ora questo Ducato nella maggiore sua lunghezza è di cinquantasei miglia, e di venticinque nella maggior larghezza. L'estensione del Pianno e Colle, escluso il Monte è di 241.000 biolche, e la popolazione è di 88.378 abitanti. La popolazione del Monte è di 33.156 abitanti.»
(Affreschi presso i muri Vaticani (cartine antiche))

## Comuni del Ducato di Reggio nel 1790
- Acquabona
- Albinea
- Arceto
- Asta
- Baiso
- Banzola
- Barco
- San Bartolomeo
- Bazzano
- Bebbio
- Bedogno
- Bianello
- Bismantova
- Boretto
- Borra e Teglie
- Busana
- Busanella
- Cadè
- Cadiroggio
- Calerno
- Campo
- Canossa
- Canova
- Caprile
- Carmiana
- Carpineti
- Carù
- Casalgrande
- Casalobbio
- Casteldaldo
- Castellarano
- Castelnovo di Sotto
- Castelnovo ne' Monti
- Castelvecchio
- Cavola
- Cavriago
- Cerrè Marabino
- Cerrè Sologno
- Cerreto nell'Alpe
- Cervarezza
- Cinquecerri
- Cola
- Coriano
- Corticella
- Costabuona
- Costa de' Grassi
- Crevara
- Culagna
- Debbio
- Dinazzano
- San Donino di Liguria
- S. Donino di Marola
- Febbio
- Fellina
- Fontanaluccia
- Gaida
- Gatta
- Gazzano
- Gazzuolo
- Gesso
- Giandeto
- Gottano
- Gova
- Gualtieri
- Jano
- Sant'Ilario
- Leguigno
- Lentigione
- Levaglie
- Levizzano
- Ligonchio
- Mandra
- San Martino in Rio
- Minozzo
- Monchio
- Montalto
- Montebabbio
- Montecastagneto
- Montecchio
- Monte Miscoso
- Montericco
- Montevetro
- Muzziatella
- Nigone
- Nismozza
- Onfiano
- Paderna
- Pantano
- Pavullo
- Piagna
- Pianzo
- Pigneto (Prignano sulla Secchia)
- Piolo
- Pojago
- San Polo
- Quara
- Querzola
- Ramiseto
- Rebecco
- Reggio Emilia
- San Romano di Rondinara
- Roncaglio
- Rondinara
- Rubbiera
- San Ruffino
- Saltino
- Salvarano Ghisilieri
- Salvaterra
- Sarzano
- Scandiano
- Scurano
- Sologno
- Tallada
- Toano
- Valbona
- San Valentino
- Valestra
- Vallisniera
- Vetto
- Vezzano
- Viano
- Villaberza
- Villa Minozzo